# روبرت ماير
روبرت ماير، SJ (23 يناير 1876 - 1 نوفمبر 1945) كان كاهنًا يسوعيًا ألمانيًا وشخصية رائدة في المقاومة الكاثوليكية للنازية في ميونيخ . في عام 1987، طوبه البابا يوحنا بولس الثاني.

## قسيس الجيش

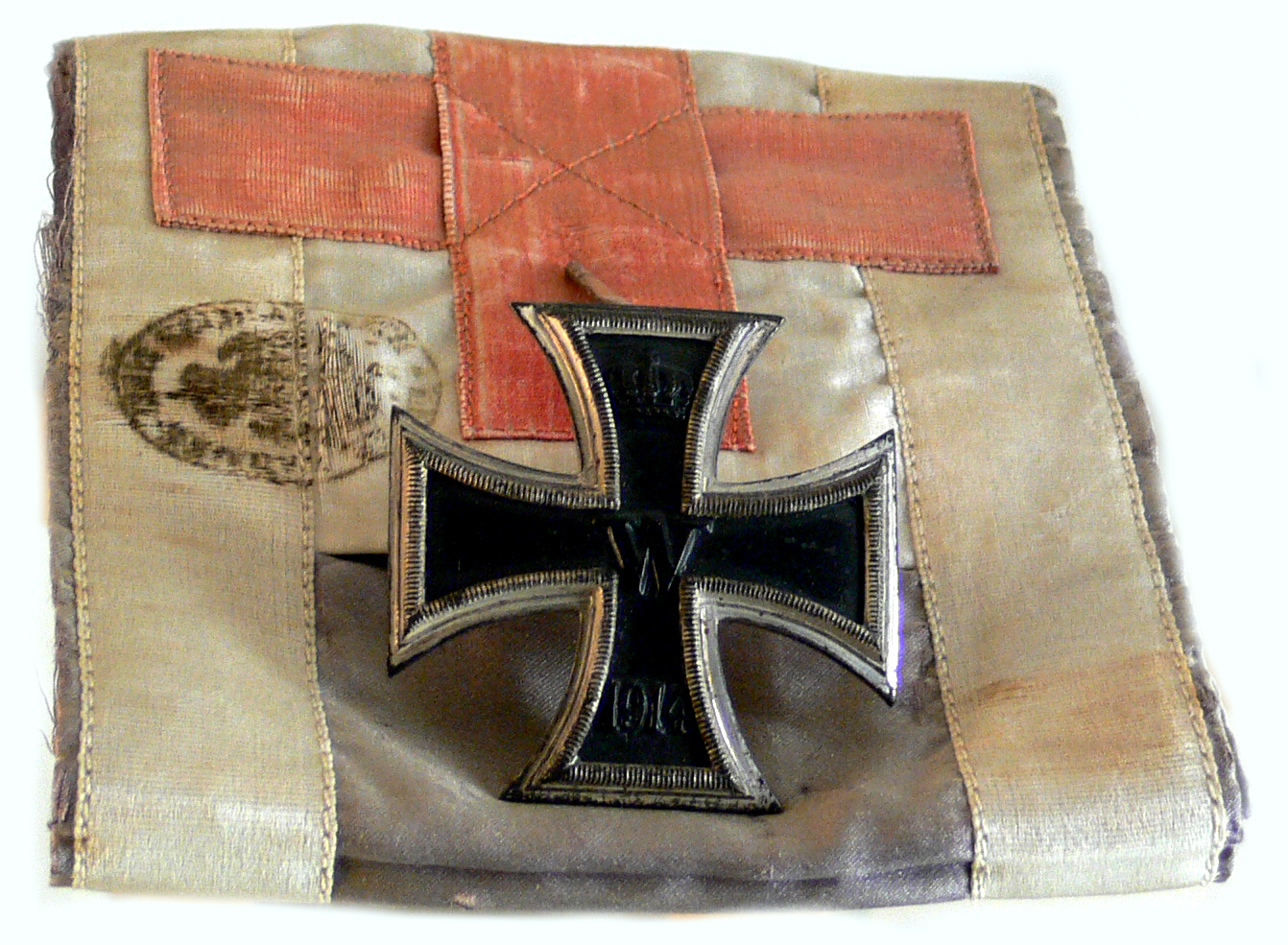
ميدالية الصليب الحديدي للأب. روبرت ماير، عرض في Bürgersaalkirche في ميونيخ

من عام 1914، تطوع ماير كقسيس في الحرب العالمية الأولى. تم تعيينه في البداية إلى مستشفى المخيم؛ ولكن تم تعيينه لاحقًا كابتن ميداني وإرساله إلى الجبهات في فرنسا وبولندا ورومانيا كقسيس للجنود. كانت شجاعته أسطورية وقد تم تكريمه من قبل الجنود.  عندما كان هناك قتال على الجبهة، وجد ماير نفسه يزحف على الأرض من جندي إلى آخر ليتحدث إليهم، ويدير الأسرار لهم. في ديسمبر 1915 كان ماير أول قسيس يفوز بالصليب الحديدي للشجاعة تقديرا لعمله مع الجنود في الجبهة. في ديسمبر 1916، فقد ساقه اليسرى بعد أن أصيب في هجوم بقنبلة يدوية. عاد إلى ميونيخ ليتعافى وتمت الإشارة إليه باسم كاهن ليمبنغ.

## احتجاجا على النازيين
في يناير 1933، عندما أصبح أدولف هتلر مستشارًا لألمانيا، بدأ في إغلاق المدارس التابعة للكنيسة وبدأ حملة لتشويه سمعة النظام الديني في ألمانيا. تحدث ماير ضد هذا الاضطهاد من منبر سانت مايكل في وسط مدينة ميونيخ ولأنه كان له تأثير قوي في المدينة، لم يستطع النازيون تحمل مثل هذه القوة لمعارضتهم. في 16 مايو 1937، أمر الغيستابو ماير بالتوقف عن الخطابة علنًا، لكنه استمر في الوعظ في الكنيسة. 

## روابط خارجية
- روبرت ماير على موقع مونزينجر (الألمانية)